# Actinodaphne tsaii
Actinodaphne tsaii Hu – gatunek rośliny z rodziny wawrzynowatych (Lauraceae Juss.). Występuje naturalnie w południowych Chinach – w południowej i zachodniej części Junnanu. 

## Morfologia
PokrójZimozielone drzewo dorastające do 20 m wysokości.
LiściePrawie okółkowe, zebrane po 4–6 przy końcu gałęzi. Mają kształt od lancetowatego do odwrotnie jajowato lancetowatego. Mierzą 10–15 cm długości oraz 2–3,5 cm szerokości. Są owłosione od spodu. Nasada liścia jest klinowa. Blaszka liściowa jest o ostrym wierzchołku.
KwiatySą niepozorne, rozdzielnopłciowe, siedzące, zebrane po 6–8 w baldachy, rozwijają się w kątach pędów.
OwoceMają podłużny kształt, osiągają 9 mm długości, są nagie, osadzone w dużych miseczkach.

## Biologia i ekologia
Roślina dwupienna. Rośnie w wiecznie zielonych lasach. Występuje na wysokości od 1300 do 2000 m n.p.m. Kwitnie od marca do kwietnia, natomiast owoce dojrzewają od czerwca do lipca.